# Nguyễn Văn Trỗi
Nguyễn Văn Trỗi (1947 – 15 de octubre de 1964) fue un importante guerrillero comunista vietnamita. Hijo de campesinos pobres y electricista de profesión. Fue un activo miembro de una célula del Frente Nacional de Liberación de Vietnam (Viet Cong) que operaba en el área de Saigón desde inicios de 1961. Ingresó tempranamente a una unidad especial de acción armada del FLN. 

## Captura y sentencia
El 9 de mayo de 1964,  fue apresado por las fuerzas sudvietnamitas cuando minaba un puente en Công Lý (justicia en vietnamita) cerca de Saigón, por donde iba a pasar el entonces Secretario de Defensa de los Estados Unidos Robert McNamara y el embajador Henry Cabot Lodge. El día 10 de agosto, después de cinco meses de torturas, intentos de fuga y violentos castigos corporales, Van Troi fue condenado a muerte.  

### Reacción internacional
En octubre de 1964, en Caracas, Venezuela, es secuestrado por un comando guerrillero de las Fuerzas Armadas de Liberación Nacional (dirigido por el Partido Comunista de Venezuela) el segundo jefe de la Misión Aérea norteamericana, el teniente coronel Michael Smolen. Los guerrilleros realizaron la acción como un acto de protesta por la condena a muerte del guerrillero vietnamita y pedían como rescate la liberación de éste; en consecuencia, la ejecución de la sentencia fue aplazada por orden de las autoridades norteamericanas asentadas en Vietnam del Sur.

## Ejecución
Una vez Smolen fue liberado por el FALN, las autoridades norteamericanas dieron la orden de continuar con el cumplimiento sentencia. El 15 de octubre de 1964, a las 9.50, un pelotón sudvietnamita ejecutó a Nguyen Van Troi. Sus últimas palabras fueron: “¡Larga vida a Vietnam!”. Inmediatamente después, se le dio el tiro de gracia.

## En la cultura popular

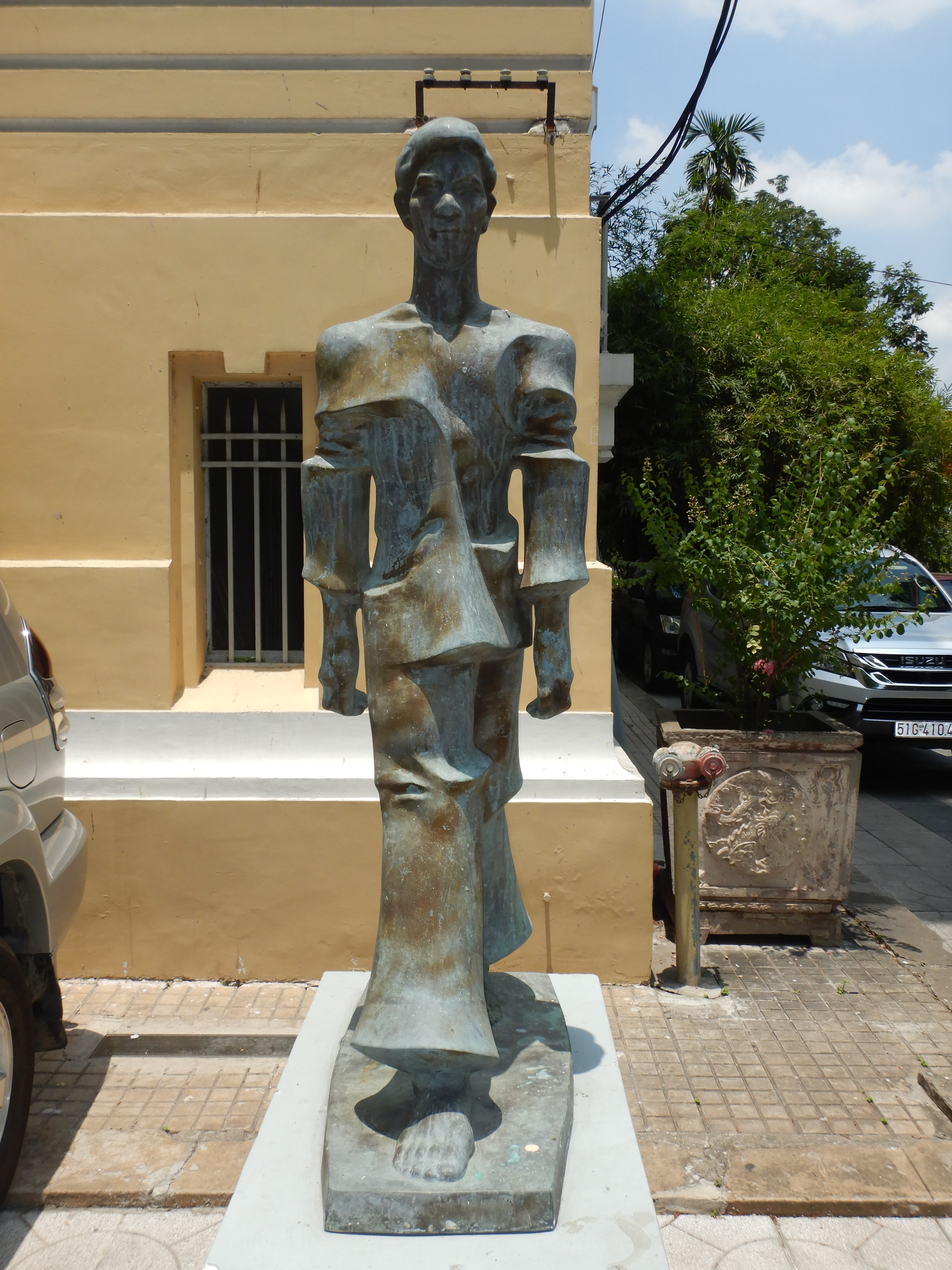
Nguyễn Văn Trỗi.

La película Venezolana de 1975, Crónica de un subversivo latinoamericano, del director Mauricio Walerstein, narra el esfuerzo de los guerrilleros venezolanos del FALN por detener la ejecución de Van Troi, solo cambiando el nombre real de algunos de los personajes, como es el caso de Michael Smolen, quien es interpretado por el actor mexicano Claudio Brook bajo el nombre ficticio de Robert Ernest Whitney.
El Preuniversitario de la localidad de Guanabacoa, en la ciudad de La Habana, Cuba, llevó su nombre por muchos años.
En la localidad de Sagua La Grande, Cuba, existe una escuela de educación primaria que lleva el nombre de Nguyen Van Troi, llamada coloquialmente "Van Troi"
En la ciudad de Pinar del Río, Cuba, hay una calle que lleva el nombre de Nguyen van Troi. También hay un estadio de béisbol con su nombre en la provincia de Guantánamo.
En el municipio Centro Habana, de La Habana, la capital de Cuba, hay un Policlínico con el nombre de Nguyén Van Troi, sito en Avenida Salvador Allende (Carlos III). En el propio municipio existe una escuela primaria llamada también Nguyén Van Troi.
En México en el año 1992 se formó una banda de rock y punk llamada Vantroi. La historia de este personaje refleja el carácter combativo de las letras del grupo, luchan contra la injusticia y la situación que viven los indígenas mexicanos y otros pueblos del mundo. Se solidarizan con el desastre del Prestige (Chapapote de Corrido), y también hay canciones sobre su tierra, de amor-desamor y diversión.